# Hesperornithidae
De Hesperornithidae zijn een familie van uitgestorven vogels uit het Laat-Krijt. Een andere naam voor leden van deze familie is tandduikers.
De Hesperornithidae onderscheiden zich met andere vogels doordat ze tanden hadden. Het waren uitstekende zwemmers, maar ze waren erg onhandig op het land en konden niet vliegen.
De bekendste leden zijn Hesperornis en Parahesperornis. Zij werden tot 1,3 meter lang, maar het grootste geslacht uit de familie was de Canadaga, die wel 1,55 meter lang kon worden.
Net als de dinosauriërs, de pterosauriërs en de zeereptielen waarmee zij hun wereld deelden stierven alle leden van de Hesperornithidae aan het einde van het Maastrichtien uit.

## Taxonomie
- Familie Hesperornithidae
  - Geslacht Hesperornis
  - Geslacht Parahesperornis
  - Geslacht Canadaga
  - Geslacht Coniornis
  - Geslacht Asiahesperornis
  - Geslacht Potamornis